# Piccolo foro ischiatico
Il piccolo foro ischiatico si costituisce al di sotto dell'articolazione sacroiliaca ed è costituito:
- in avanti, dal margine anteriore della piccola incisura ischiatica;
- indietro, dall'osso sacro;
- in basso, dal legamento sacrotuberoso, tra sacro e tuberosità ischiatica;
- in alto, dal legamento sacrospinoso, tra sacro e spina ischiatica

Si trova inferiormente rispetto al grande foro ischiatico ed è attraversato dal muscolo otturatorio interno e dai vasi pudendi interni che fuoriusciti in corrispondenza del grande foro ischiatico rientrano attraverso il piccolo foro ischiatico